# Timuçin Şahin

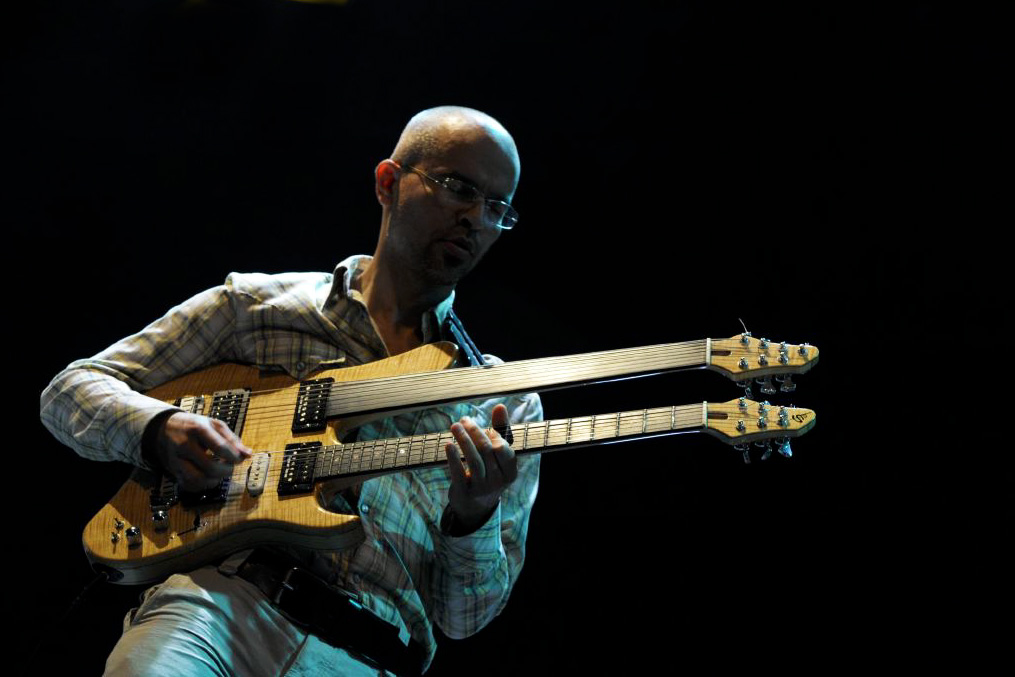
Timuçin Şahin, moers festival 2009

Timuçin Şahin (* 3. Februar 1973) ist ein türkischer Jazzgitarrist und Komponist.

## Leben und Wirken
Sahin spielte während seiner Schulzeit in Izmir Rockgitarre. 1992 zog er in die Niederlande, wo er an den Konservatorien von Hilversum und Amsterdam Jazzgitarre studierte. Danach studierte er in Amsterdam und an der Manhattan School of Music in New York klassische Komposition.
Als Sideman arbeitete er mit Musikern wie Randy Brecker, Greg Osby, Kai Eckhardt, Mike Mainieri, Mark Turner, Tony Moreno, Aydın Esen, Gene Jackson, Dave Kikoski, Ernst Reijseger, Armando Gola, Donny McCaslin, Thomas Morgan, Sean Rickman und Marcel Wierckx.
Mit seinem Jazztrio On the Line (mit Robin Eubanks und Hein van de Geyn) gewann er 2001 die Dutch Jazz Competition, im Folgejahr erhielt er beim Jur Naessens Muziek Prijs den zweiten Preis. 2006 erhielt er für seine vom Concertgebouw Jazz Orchestra aufgeführte Musik den zweiten Preis beim Deloitte Jazz Award.
Im Quartett mit dem Saxophonisten John O’Gallagher, dem Bassisten Thomas Morgan und dem Schlagzeuger Tyshawn Sorey trat er 2009 auf dem Moers Festival und auf dem North Sea Jazz Festival auf. Er unterrichtet Jazzgitarre und Komposition u. a. an der Manhattan School of Music, der New York University und den Konservatorien von Amsterdam und Tilburg.

## Diskographische Hinweise
- On the Line: The Unexpected (2001)
- Slick Road (mit Robin Eubanks, Hein van de Geyn, Afra Mussawisade, B.C. Manjunath; 2003)
- Window for My Breath (mit Kai Eckhardt, Owen Hart Jr.; 2005)
- Bafa (mit John O’Gallagher, Tyshawn Sorey, Thomas Morgan; Between the Lines 2009)
- Inherence (mit John O’Gallagher, Tyshawn Sorey, Christopher Tordini, Ralph Alessi; Between the Lines 2013)
- Timuçin Şahin's Flow State: Nothing Bad Can Happen (mit Cory Smythe, Christopher Tordini, Tom Rainey; Between the Lines; 2017)